# Piedrafita (Lugo)
Piedrafita (oficialmente y en gallego Pedrafita do Cebreiro) es una villa, parroquia y municipio español de la provincia de Lugo, comunidad autónoma de Galicia. Pertenece a la comarca de Los Ancares.

## Otras denominaciones
La parroquia también es conocida por los nombres de Pedrafita y Piedrafita.

## Geografía
Integrado en la comarca de Los Ancares de la provincia de Lugo, se sitúa a 64 kilómetros de la capital provincial. El término municipal está atravesado por la autovía del Noroeste A-6 entre los pK 431 y 432, así como por la carretera nacional N-6 y la carretera provincial LU-663 que permite la comunicación con el Cebrero y Triacastela.
Se eleva en la mayor parte de su territorio por encima de los 1000 m, siendo uno de los lugares de más altitud de Galicia, aún sin tener grandes cimas, salvo por las sierras de Piornal, Rañadoiro y Chao da Serra, que ascienden por encima de los 1300 m. A pesar de la altitud, las montañas son suaves y constituyen un paisaje ondulado, formado por valles y montañas. Encontramos dos cuencas fluviales, naciendo dos ríos: el Navia, que tiene su origen en la sierra del Rañadoiro, a 1200 m, y el Lor, que nace en las estribaciones de la Sierra del Caurel. El puerto de Piedrafita del Cebrero (1110 m) y el Alto del Cebrero (1300 m) suponen la puerta de entrada en Galicia desde Castilla y León. La altitud del municipio oscila entre los 1615 m (pico O Faro, en el límite con el municipio de Barjas) y los 800 m a orillas del río Navia. El pueblo se alza a 1098 m sobre el nivel del mar.

## Límites
| Noroeste: Triacastela       | Norte: Los Nogales     | Nordeste: Cervantes           |
| Oeste: Samos                |                        | Este: Vega de Valcarce (León) |
| Suroeste: Folgoso de Caurel | Sur: Folgoso de Caurel | Sureste: Barjas (León)        |

## Historia

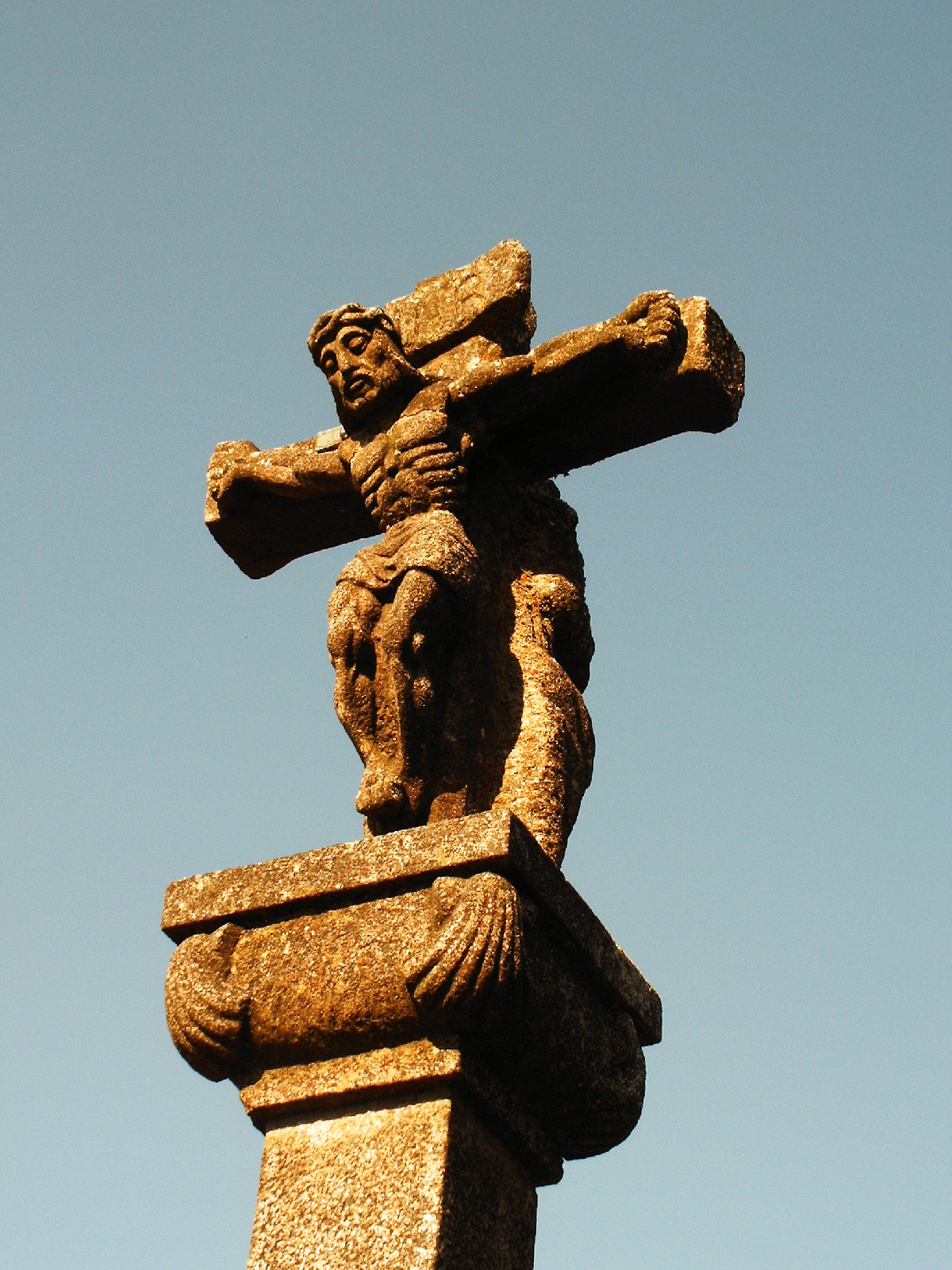
Crucero en el Cebrero

La historia del municipio se encuentra fuertemente influida por la importancia de su puerto, de gran relevancia en el Camino de Santiago, y principal puerta de entrada al norte de Galicia.
Las pallozas, tipo arcaico de viviendas de las que se conservan algunos ejemplares en el pueblo de El Cebrero, son testimonio de un poblamiento anterior a los romanos. Algunas de ellas han sido recuperadas para acoger un Museo Etnográfico y un refugio de peregrinos.
El Puerto de Piedrafita era cruzado por la vía romana que por Triacastela conducía a Astorga, en el interior de la Galicia antigua. Más tarde, esa vía dio paso al camino medieval que llevaba al Camino de Santiago y a un Camino Real.
La importancia religiosa de este paso fue reforzada por el legendario milagro del Santo Grial, ocurrido en El Cebrero, desde entonces paso obligado de los peregrinos jacobeos. En 1486 los Reyes Católicos, de peregrinaje a Santiago, se detienen en el monasterio de El Cebrero y donan el relicario donde se guardan las reliquias del milagro. El antiguo cáliz románico del monasterio figura en el escudo de Galicia.
El paso también tuvo gran importancia en la Guerra de la Independencia, debido a su posición estratégica entre León y Galicia. En el 1809 fue usado por las tropas del general escocés John Moore, en su retirada hacia La Coruña, perseguido por los franceses; varios centenares de británicos perdieron la vida debido a los rigores de ese invierno. En ese periodo, las reliquias del Cebrero estuvieron escondidas en el pueblo de Foxos, pero los documentos del monasterio fueron destruidos.
A partir del siglo XIX Piedrafita fue paso de la primera carretera moderna entre Galicia y la meseta, y en el siglo XX de la primera autopista (la A-6), que cruza el puerto por dos túneles de 865 m de largo.

## Organización territorial
El municipio está formado por cincuenta y cinco entidades de población distribuidas en doce parroquias:
- Cebrero[9]
- Fonfría (San Xoán)
- Hospital (San Xoán)
- Linares[9]
- Losada (San Vicente)[9]
- Louzarela (San Xoán)
- Pacios (San Lourenzo)
- Padornelo (San Xoán)
- Piedrafita del Cebrero[9]
- Riocereija[9]
- Vega de Forcas[9]
- Zanfoga (San Martín)[8]

## Demografía
Piedrafita cuenta con una población de 898 habitantes (INE 2024).
| Gráfica de evolución demográfica de Piedrafita entre 1842 y 2021                                                    |
| |
| Población de derecho según los censos de población del INE Población de hecho según los censos de población del INE |